# Teatro Cervantes (Jaén)

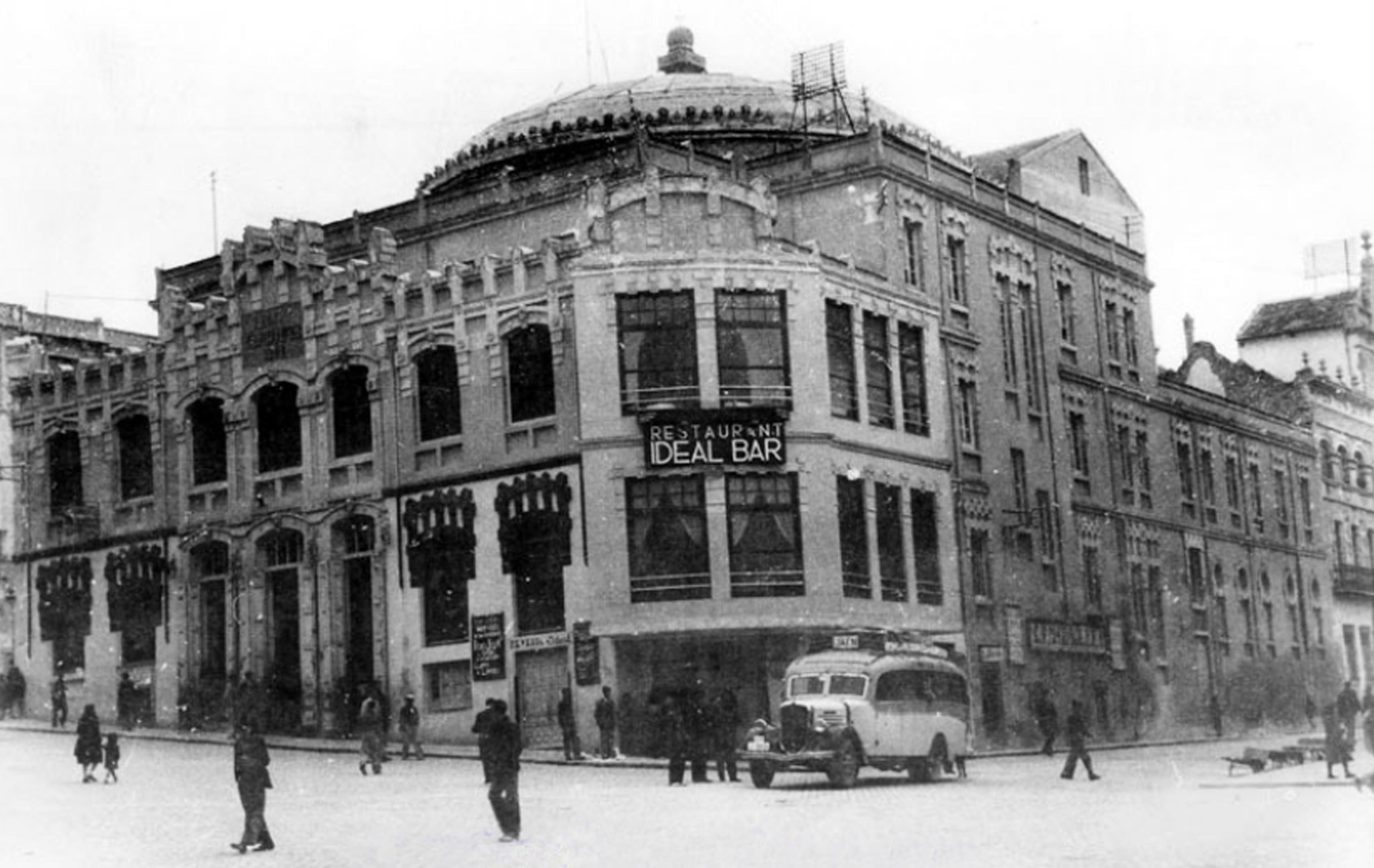
Imagen del derruido Teatro Cervantes, de Jaén

El teatro Cervantes fue un desaparecido teatro de Jaén situado en pleno centro de la ciudad, en la confluencia de la calle Bernabé Soriano y la plaza de la Constitución. Es uno de los edificios más añorados por los ciudadanos de Jaén. Originalmente, se había levantado sobre los terrenos de la antigua alhóndiga y el antiguo cuartel de San Rafael, entre las calles de La Carrera (actual Bernabé Soriano) y la plaza del Dean Mazas o Mercado (actual plaza de la Constitución). 

## Antecedentes
A principios del siglo XX, no había en Jaén ningún local o edificio destinado a teatro o recitales, y las representaciones se hacían en instalaciones ambulantes, sobre todo en la plaza del Mercado.  
En el año 1904, en la feria de agosto, se produjo un incendio en la caseta de teatro de madera y lona, instalada en la plaza del Mercado, y este desastre fue el detonante para que la iniciativa privada constituyera la «Sociedad Anónima Constructora de 1905», con un capital inicial de 25 000 pesetas, que le encargaría la obra por concurso al arquitecto malagueño Manuel Rivera Vera. El proyecto de la escena fue obra del escenógrafo murciano José Montesinos.

## Construcción y descripción
El proyecto fue obra del afamado arquitecto malagueño don Manuel Rivera Vera. La construcción del edificio modernista sorprendió por su rotunda y espectacular cúpula, la más grande de las realizadas en su época, dicha cúpula cubría y coronaba un recinto teatral con la característica disposición a la italiana en su interior. Los detalles decorativos en la fachada reafirmaban su estética modernista donde primaba su gusto por la opción geométrica, optando por la combinación de ventanas, huecos y líneas de fuga hacia el cielo en vertical.
La obra comenzó en 1906 y se levantó muy rápido, pues se inauguró el 26 de septiembre de 1907, con la representación de las piezas Sancho Ortiz de las Roelas, de Lope de Vega, y El Viejo Celoso, de Miguel de Cervantes, a cargo de la compañía Jiménez-Villagómez. El exterior era de estilo modernista, según el gusto arquitectónico de la época. Eran admirables sus elementos decorativos modernistas en ventanas, arcos, moldura y cornisas, pero el elemento constructivo más destacado era su bóveda, visible desde muchos puntos de la ciudad. El interior tenía capacidad para 436 butacas, 136 asientos de palco, 218 asientos de anfiteatro y 350 asientos de general. El techo estaba decorado con una pintura de gran formato; Homenaje a Cervantes en el Olimpo, obra del pintor malagueño Enrique Vivó. El telón de lujo era copia de un cuadro de Antonio Gisbert; Don Quijote en la casa de los Duques.
1927 fue el año del triunfo de Ramón Novarro con "Ben-Hur", y en el que el teatro pasó a manos de José Fernández Cuevas, un pionero del cine ambulante y competente empresario que procedía de Granada y que con el tiempo compraría casi todas las acciones del Cervantes. Posterior a su trágica muerte, acaecida en julio de 1944, serían sus hijos mayores, Pepe y después Ángel, los que llevaran sus negocios de cines. Cuevas apostó por el cine, que ya se había impuesto sobre el arte escénico, apareciendo las primeras sesiones de matiné a precios populares aunque la función estrella sería la de las 10 de la noche. Así, consta documentación de fecha 23-9-1931 por la que el Cervantes solicitó proyecto de cabina para cine sonoro instalada en planta de Anfiteatro. Cabe en lo posible que esta gestión ya se hubiese ejecutado por adelantado, pero no se sabe. Parece ser que la empresa instaló equipos sonoros "Western Electric". En su última etapa funcionaron dos proyectores marca “Ossa”.

## Importancia del Teatro en la vida social de Jaén en elsigloXX
El Teatro Cervantes fue un referente en la vida social de la ciudad de Jaén. Desfilaron los más importantes actores y compañías de teatro, y a partir de 1927 comenzaron a proyectarse películas de cine. Además fue escenario de juegos florales, recitales o mítines políticos, arengando en él políticos como Blas Infante o Primo de Rivera.
Es de destacar que Federico de Mendizábal estrenaría en él su obra, Canto a Jaén, con música del maestro Emilio Cebrián Ruiz, el 19 de octubre de 1933, con tal éxito que tuvo que ser repetido varias veces. Esta obra se convertiría en 1935 en el himno de la ciudad. Miguel Hernández estrenó en el teatro Cervantes en 1937 su obra El Refugiado.

## Fin del teatro Cervantes
En 1960 se produjo una lamentable reforma que afectó a su fachada, se modificó la esquina de taquillas, levantándose una estructura en la que se ubicó el restaurante Ideal Bar y que supuso también la remodelación de la entrada principal, alterando de forma negativa a las líneas modernistas de la obra original. Finalmente, el Teatro se cerró en 1967 y se sacó a pública subasta el 29 de octubre de 1968. En la sociedad local de aquellos años se levantaron unas pocas voces críticas, pero no hubo movimiento social alguno contra su demolición, como decía el cronista oficial de Jaén, Vicente Oya, el teatro se derribó «ante la pasividad oficial, la indiferencia de muchos y la impotencia de todos». Su orden de demolición se dictó en 1972. En su solar se levantó un insulso edificio de pisos.

## Biografía
- Manuel López Pérez (1972). El viejo Jaén. Caja de Granada. Obra social.

- Datos: Q6139642